# 布魯德霍爾茨山
47°31′0″N 7°35′0″E / 47.51667°N 7.58333°E

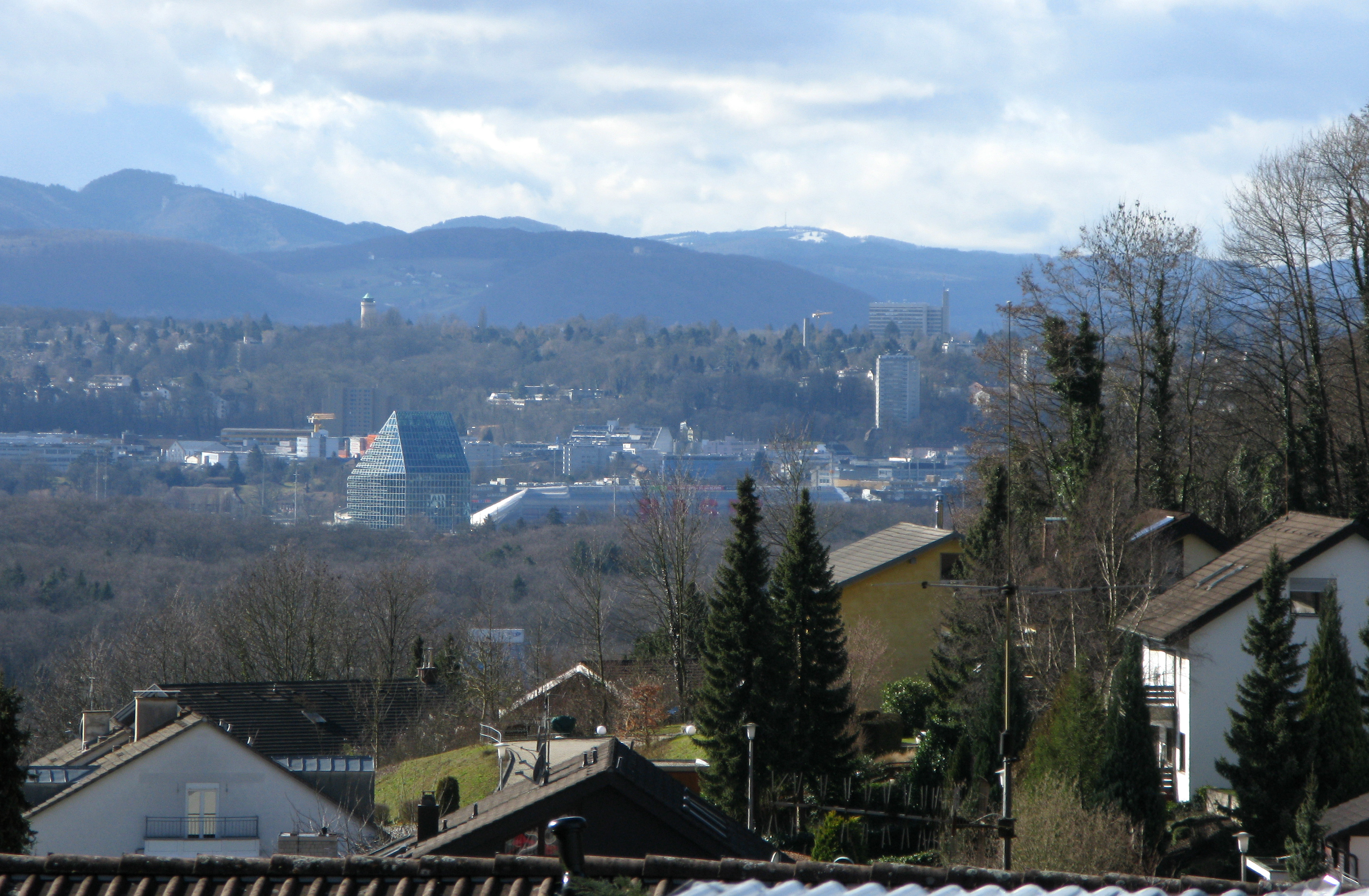

布魯德霍爾茨山（德語：Bruderholz），是瑞士的山峰，位於該國中部，處於巴塞爾城市州和巴澤爾鄉村州接壤的邊界，屬於汝拉山的一部分，海拔高度391米。